# Aloe nyeriensis
Espèce
Classification APG III (2009)
Statut CITES
Aloe nyeriensis est une espèce de plantes à fleurs du genre Aloe et de la famille des Aloeaceae selon la classification classique. La classification phylogénétique la place dans la famille des Asphodelaceae (APG IV), ou optionnellement dans celle des Xanthorrhoeaceae (APG III).
C'est une plante succulente qui est originaire du Kenya.